# 御影大橋
1. 先代の橋（現在の橋が架かる前の橋）の外観画像

御影大橋（みかげおおはし）は、石川県金沢市にある犀川に架かる橋である。

## 概要
石川県道146号金沢停車場南線（昭和通り）の一部で、金沢市南部、西部、野々市市方面から金沢駅方面へ行くアクセス路の1つとして役割を果たしている。橋長は108.6m、幅員は最大24.5mで、石川県初の単弦ローゼ橋である。平成18年3月に完成した。この橋がかかる前はトラス橋であったが、老朽化、幅員狭小の理由で現在の橋に掛け替えられた。旧橋は現在、手取キャニオンロードの金名橋（手取川）として再利用されている（当初は廃棄される予定であった）。
歩行者・自転車専用橋には弓なりに架かっており、橋名にちなみ、御影石が使われている。また、パイプアーチが下流側にしかないのは上流側にある山々の景観を考慮したため。また、災害に備えるために、川の中には橋桁が設置されていない（両岸の河川敷部分のみ）。

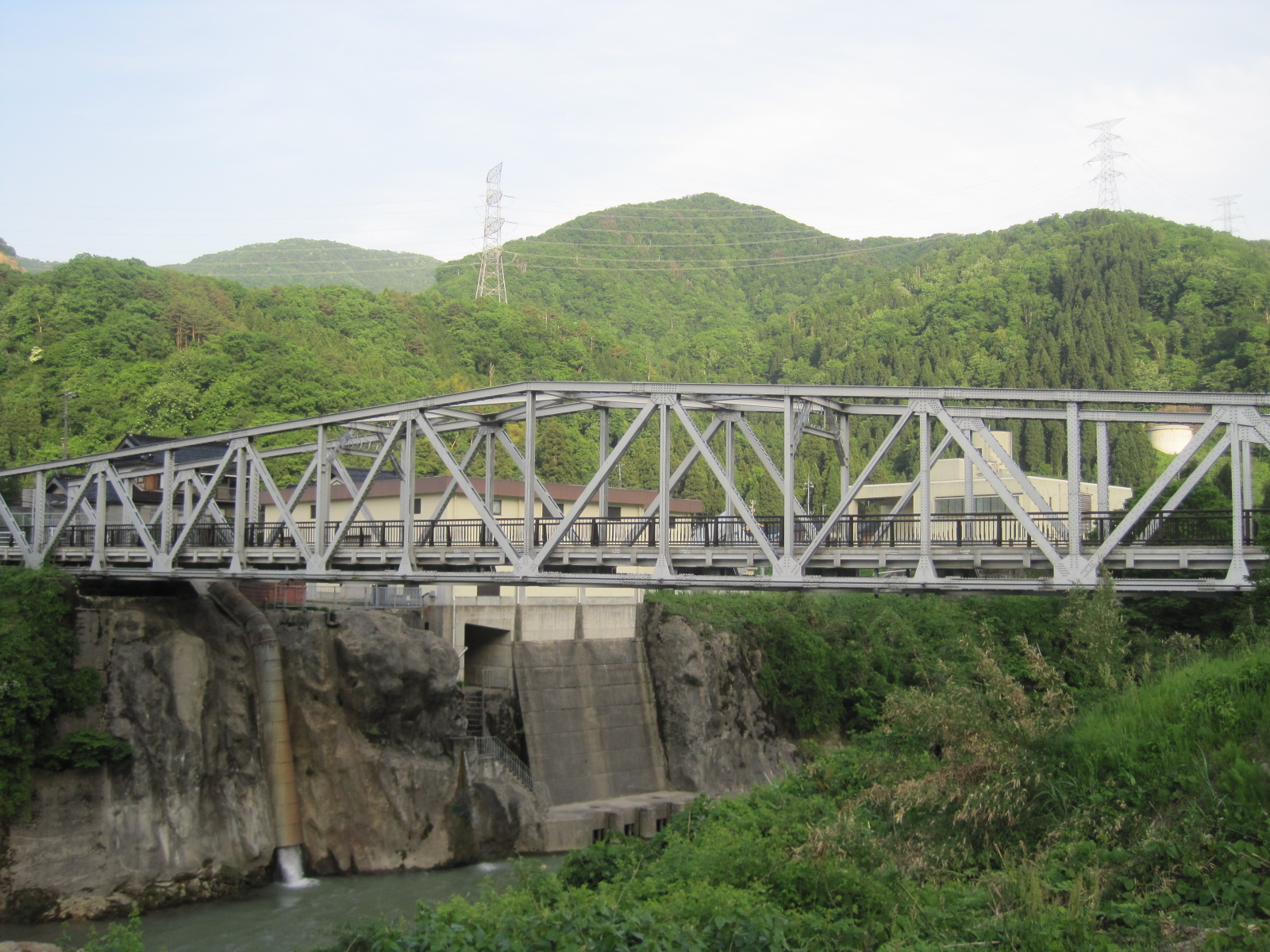
旧御影大橋の鋼材の一部が再利用された、自転車専用の金名橋